# Doug McKeon
Doug McKeon (* 10. Juni 1966 in Pompton Plains, New Jersey) ist ein US-amerikanischer Schauspieler und Filmregisseur.

## Leben und Karriere
Doug McKeon absolvierte sein Fernsehdebüt ab 1975 in der Seifenoper The Edge of Night, im selben Jahr war er auch im Broadway-Stück Truckload zu sehen. Für seine Darstellung eines Krüppels im Fernsehfilm Solo für Trompete (1978) neben Burt Young wurde er mit einer Golden-Globe-Nominierung in der Kategorie Bester Nachwuchsdarsteller bedacht. In den folgenden Jahren erhielt er größere Rollen in Filmen wie So ein Team gibt’s nicht noch einmal (1980) und Mit dem Wind nach Westen (1982), die ihn zeitweise zu einem populären Jungdarsteller machten. 1981 spielte er seine vielleicht bekannteste Rolle an der Seite von Henry Fonda, Katharine Hepburn und Jane Fonda in dem oscarprämierten Filmdrama Am goldenen See. Eine seiner letzten größeren Kinorollen übernahm McKeon im Jahr 1985 in Mel Damskis Teenager-Komödie Verkehrsprobleme.
Später ließ die Qualität von McKeons Rollenangeboten nach und er ist bis heute vor allem in B-Movies oder als Gastdarsteller in Fernsehserien zu sehen. In den 2000er-Jahren versuchte er sich als Regisseur und Drehbuchautor bei zwei kleineren Spielfilmen. 2015 übernahm er in dem B-Horrorfilm I Spit on Your Grave 3 erstmals seit längerer Zeit wieder eine größere Kinorolle. 2016 verkörperte McKeon in Rob Reiners Politikdrama LBJ über die Amtszeit des US-Präsidenten Lyndon B. Johnson, der von Woody Harrelson dargestellt wird, dessen Vizepräsidenten Hubert H. Humphrey.

## Filmografie (Auswahl)
Als Schauspieler
- 1975–1976: The Edge of Night (Fernsehserie, 3 Folgen)
- 1978: Solo mit Trompete (Uncle Joe Shannon)
- 1979: Colorado Saga (Fernseh-Miniserie, 4 Folgen)
- 1980: So ein Team gibt’s nicht noch einmal (The Comeback Kid, Fernsehfilm)
- 1981: Am goldenen See (On Golden Pond)
- 1982: Mit dem Wind nach Westen (Night Crossing)
- 1985: Verkehrsprobleme (Mischief)
- 1985: Fäuste aus Stahl (Heart of a Champion, Fernsehfilm)
- 1986: Mord ist ihr Hobby (Murder, She Wrote; Fernsehserie, Folge Menace, Anyone?)
- 1987: Der Tötungsbefehl (At Mother's Request, Fernseh-Zweiteiler)
- 1987: Torture (Turnaround)
- 1990: 21 Jump Street – Tatort Klassenzimmer (21 Jump Street; Fernsehserie, Folge Hell Week)
- 1994: Alptraum hinter verschlossenen Türen (Without Consent, Fernsehfilm)
- 1997: Ein Kerl für Courtney (Courting Courtney)
- 1997: Sub Down – Verschollen in der Tiefe (Sub Down)
- 2001: Critical Mass – Wettlauf mit der Zeit (Critical Mass)
- 2004: Polizeibericht Los Angeles (Dragnet; Fernsehserie, Folge Frame of Mind)
- 2009: Dr. House (Fernsehserie, Folge Brave Heart)
- 2012: Weeds – Kleine Deals unter Nachbarn (Weeds; Fernsehserie, Folge Only Judy Can Judge)
- 2013: Ray Donovan (Fernsehserie, Folge Twerk)
- 2013: Masters of Sex (Fernsehserie, Folge Involuntary)
- 2015: I Spit on Your Grave 3
- 2016: LBJ
- 2019: Animal Kingdom (Fernsehserie, Folge Janine)
- 2019: Shameless (Fernsehserie, Folge Debbie Might Be a Prostitute)

Als Regisseur
- 2001: The Boys of Sunset Ridge (auch Drehbuchautor beim Film)
- 2005: Come Away Home (auch Schauspieler im Film)